# St. Margaretha (Bebelsheim)

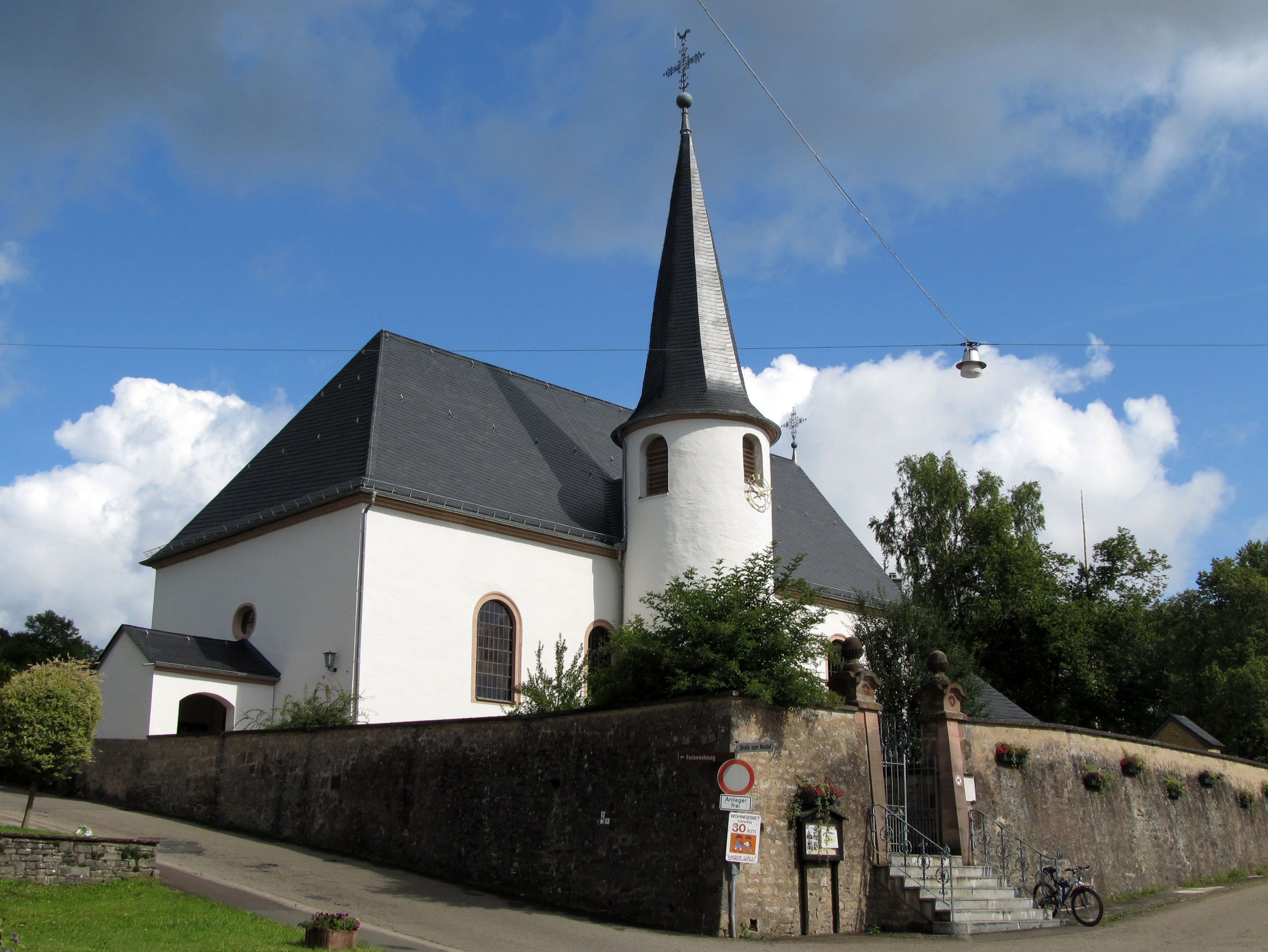
Die Kirche St. Margaretha in Bebelsheim

Die Kirche St. Margaretha ist eine katholische Kirche in Bebelsheim, der Pfarrei Heiliger Jakobus der Ältere Mandelbachtal, sie befindet sich in einem Ortsteil der Gemeinde Mandelbachtal, Saarpfalz-Kreis, Saarland. Die Kirchenpatronin ist Margareta von Antiochia. In der Denkmalliste des Saarlandes ist die Kirche als Einzeldenkmal aufgeführt.

## Geschichte
Für Bebelsheim wurde 1267 erstmals eine Kapelle urkundlich erwähnt. Sie war südlich an den Turm angebaut. Im Jahr 1737 kam es zum Neubau einer Kirche. Dafür wurde das alte romanische Langhaus der Kapelle abgerissen und an der Westseite des Turmes ein barockes neues Schiff angebaut, das sich in Nord-Süd-Richtung orientierte. Dadurch entstand ein 11 Meter breiter und 14 Meter langer Kirchenraum, an den sich ein Chor anschloss. Im Zuge der Baumaßnahmen erhielt der Turm anstelle des alten Steindaches einen kegelförmigen spitzen Helm. 1831 erfolgte nach Plänen des Zweibrücker Bezirksingenieurs Paul Camille von Denis, Erbauer der ersten Deutschen Eisenbahnlinie Nürnberg-Fürth, eine Erweiterung der Kirche nach Norden. Damit erhielt das Kirchengebäude sein heutiges Ausmaß. Im Inneren der Kirche erfolgte bei dieser Gelegenheit die Errichtung einer Empore. Die Einweihung der erweiterten Kirche fand am 7. Juli 1842 statt.
Seit 1809 ist die heilige Margaretha Patronin der Kirche. Zuvor war das Gotteshaus dem heiligen Quintinus geweiht.
Im Zweiten Weltkrieg erlitt das Kirchengebäude schwere Schäden. Der vom Architekten Wilhelm Schulte II. (Speyer) geleitete Wiederaufbau erfolgte in den Jahren 1947 bis 1956. Von 1988 bis 1990 wurde das Innere der Kirche einer Renovierung unterzogen. Zusätzlich wurde das Gelände um das Gotteshaus neu gestaltet. 2007–2008 erfolgte die Restaurierung des Turmes, die der Architekt Andreas Michaeli (St. Ingbert-Rohrbach) leitete.

## Ausstattung

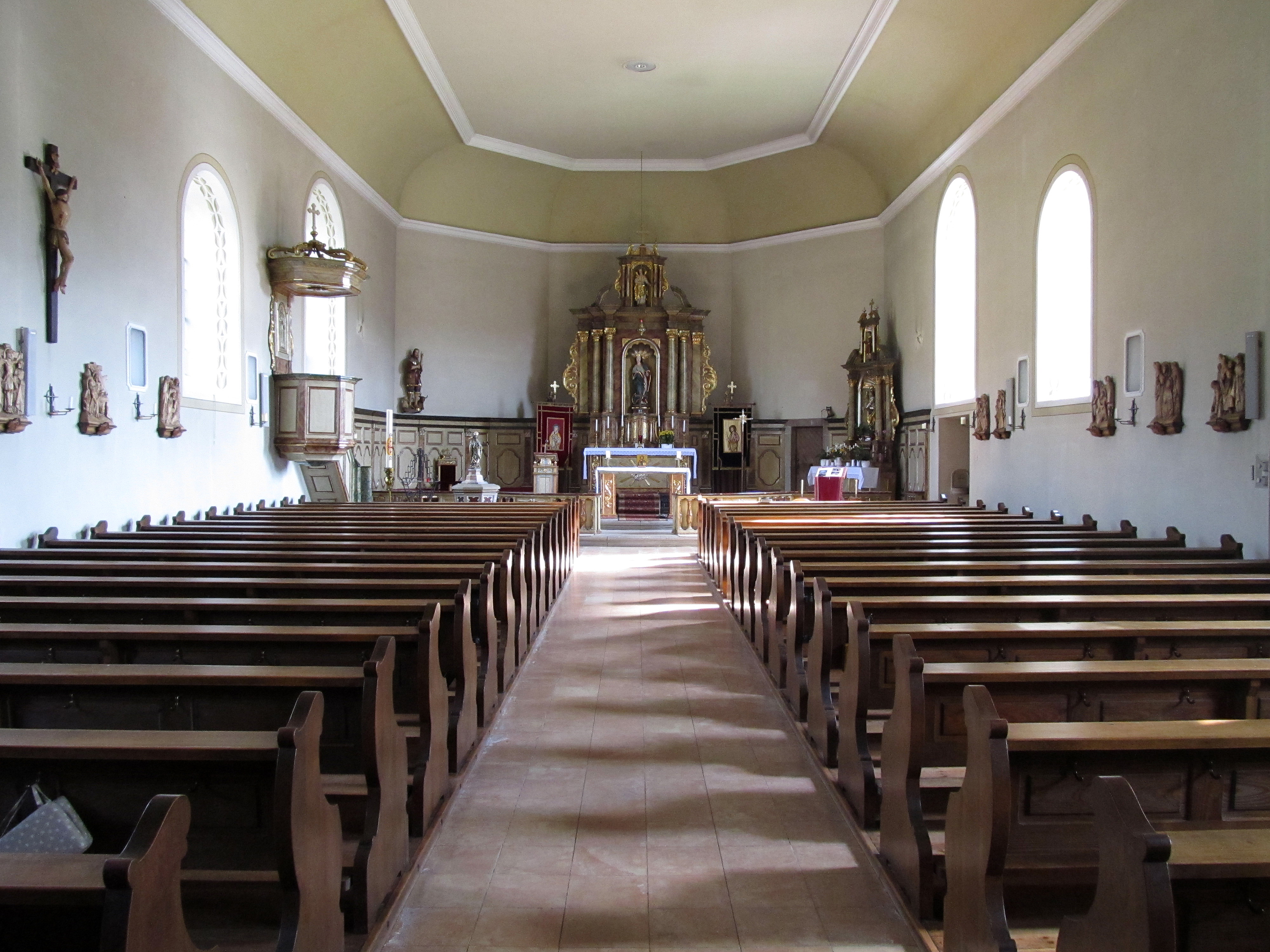
Blick ins Innere der Kirche

Von der Ausstattung des 15. Jahrhunderts haben sich zwei Holzfiguren erhalten: St. Remigius und St. Margaretha.
In der südwestlichen Ecke des Innenraums, unter der Empore befindet sich eine Lourdesgrotte, die nach dem Ersten Weltkrieg von drei Bebelsheimer Familien gebaut wurde. Altäre, Kanzel, Kommunionbank, Kirchengestühl und die Glocken der Kirche mussten nach dem Zweiten Weltkrieg, aufgrund von Kriegsschäden, neu angeschafft oder repariert werden. An den Seitenwänden ist ein Kreuzweg angebracht.

## Turm und Glocken
Der aus dem 11. Jahrhundert stammende Rundturm an der Ostseite der Kirche stellt eine Besonderheit dar, da er ursprünglich nicht als Kirchturm diente. Er war vermutlich Bestandteil eines befestigten Hauses der Ritter von Bebelsheim. Neben dem Rundturm der Bebelsheimer St. Margarethenkirche finden sich im Saarland derartige Bauwerke nur noch an den Kirchen St. Mauritius in Erfweiler-Ehlingen und St. Markus in Reinheim. 17 weitere dieser Türme gibt es im benachbarten Lothringen.
Im Turm befindet sich ein Geläut bestehend aus drei Glocken:
| Nr. | Name                  | Ton | Gewicht (kg) |
| --- | --------------------- | --- | ------------ |
| 1   | Christ König          | f’  | 1056         |
| 2   | Muttergottes          | as’ | 600          |
| 3   | St. Margarethenglocke | b’  | 350          |

## Orgel

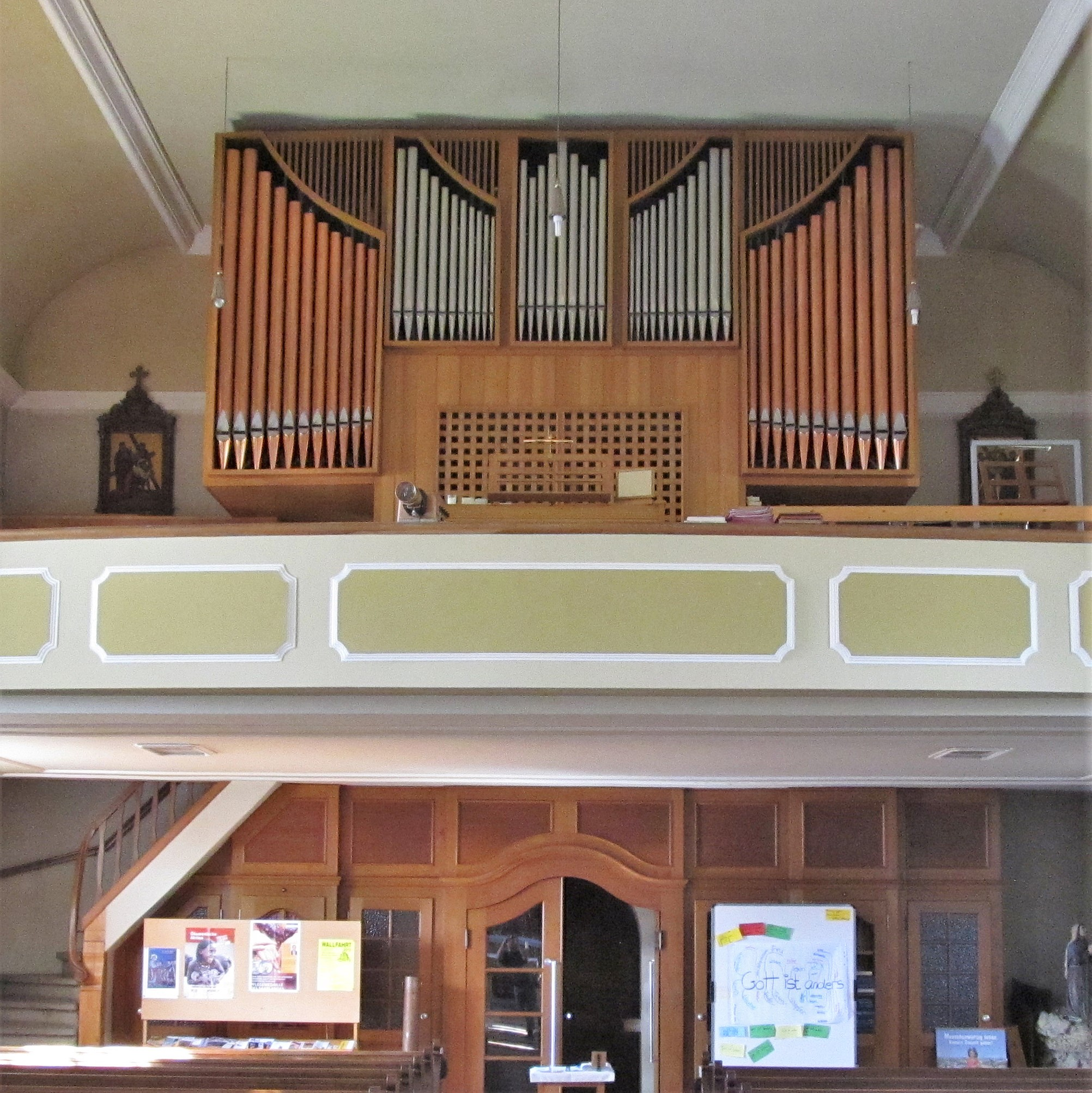
Blick vom Altarraum in Richtung Orgelempore

Die Orgel der Kirche wurde 1968 von der Firma Hugo Mayer Orgelbau (Heusweiler) erbaut. Das Instrument, mit 20 Registern und 2 Manualen, ist auf einer Empore aufgestellt und besitzt einen freistehenden Spieltisch. Die Windladen sind Schleifladen mit mechanischer Spiel- und elektrischer Registertraktur.
| I Hauptwerk C–g3 |              |       |
| 1.               | Prinzipal    | 8′    |
| 2.               | Spitzgedackt | 8′    |
| 3.               | Octave       | 4′    |
| 4.               | Quinte       | 2 ⁄3′ |
| 5.               | Octave       | 2′    |
| 6.               | Mixtur IV-VI | 1 ⁄3′ |
| 7.               | Trompete     | 8′    |

| II Positiv C–g3 |                    |        |
| 8.              | Gedackt            | 8′     |
| 9.              | Prinzipal          | 4′     |
| 10.             | Feldflöte          | 4′     |
| 11.             | Blockflöte         | 2′     |
| 12.             | Terz               | 1 3⁄5′ |
| 13.             | Quintzimbel III-IV | 2⁄3′   |
| 14.             | Krummhorn          | 8′     |
|                 | Tremolo            |        |

| Pedal C–f1 |                  |     |
| 15.        | Subbass          | 16′ |
| 16.        | Prinzipal        | 8'  |
| 17.        | Gemshorn         | 8′  |
| 18.        | Choralflöte      | 4'  |
| 19.        | Rauschpfeife III | 4′  |
| 20.        | Posaune          | 16′ |

- Koppeln: II/I, I/P, II/P
- Spielhilfen: zwei freie Kombinationen, Auslöser, Tutti, Zungeneinzelabsteller